# MS Draupner
M/S «Draupner» er en katamaran bygget i 1999 som søsterskib til MS Sleipner, der forliste i 1999. Skibet gik i rutefart for HSD Sjø i "Flaggruten" Bergen – Stavanger.

## Teknisk information
- Byggeår: 1999
- Anråbssignal: LJYC
- Bygget af: Austal Ships Pty. Ltd., Freemantle WA, Australien
- Brutto BRT: 735
- Netto NRT: 231
- Dødvægt i ton DW: N/A
- Længde: 41,75 meter
- Fart: N/A knob
- Passagerkapacitet: N/A
- Motor: 2x 16cyl. 4T DM (MTU Friedrichshafen GmbH, Friedrichshafen), 6254 brutto HK

## Historie
- 1999: Aug.: Leveret som «Draupner» for HSD, Bergen
- 2001: Juni: Rederiet omdøbt HSD Sjø AS, Bergen
- 2007: Solgt til Ustica Lines, Italia. Omdøbt til «Ammari»